# Langschan
A Langschan Németországban kitenyésztett tyúkfajta.

## Fajtatörténet
1880-ban Németországba került észak kínai Schlag tyúkokból tenyésztették ki.

## Fajtabélyegek, színváltozatok
Háta hosszú. Farktollazata rövid. Melltájéka széles, mélyen tartott, kerekded. Szárnyak testhez szorosan simulnak, magasan tartottak. Feje kicsi, meglehetősen keskeny. Arca sötétvörös, enyhén szőrözött. Szemei a fekete és kék színváltozatnál feketésbarna, a fehér színváltozatnál narancsszínű. Csőre közepesen hosszú, erős. Taraja egyszerű fűrésztaraj. Füllebenyek hosszúak, keskeny, piros. Toroklebeny kicsi, hosszúkás. Nyaka hosszú, enyhén görbült. Combok közepesen hosszúak, jól tollazottak. Csüd hosszú, nem túl vaskos, tollazatlan, színe színváltozattól függő, talpa világos.
Színváltozatok: Fehér, fekete, kék, fehér-fekete columbia.

## Tulajdonságok
Korán ivarérett fajta. Jó hús- és tojáshozamra tenyésztették ki annak idején. Jól viselni az időjárási szélsőségeket. Magas, kissé előredőlt tartása van.
| Általános tulajdonságok: | Általános tulajdonságok:        |
| ------------------------ | ------------------------------- |
| Súlya                    | kakas 3-4,5 kg, tojó 2,5-3,5 kg |
| Gyűrűmérete              | kakas 22, tojó 20               |
| Tenyésztojás tömege      | 55 g                            |
| Tojáshéj színe           | sárga-sárgásbarna               |
| Éves tojáshozama         | 160 db                          |